# Zig Zag (RTP)
Zig Zag é um bloco que exibe maioritariamente desenhos animados e algumas séries infanto-juvenis live-action. Também inclui um programa de mesmo nome (Zig Zag, anteriormente Zig Zag mag por volta de 2010 e 2011) em sua exibição.
Originalmente um bloco animado da 2:, ele hoje é exibido na RTP2, também é emitido aos fins de semana na RTP1, e na RTP Internacional, estreado em 2004, este é o principal bloco de animação e o mais assistido em Portugal. É também o único bloco infanto-juvenil (em canal generialista) transmitido semanalmente no país.
Renovou a sua imagem em 2015.

## História
A estreia do Zig Zag começou no dia 6 de janeiro de 2004, quando a RTP2 foi substituida pela 2: , sendo o primeiro e único bloco de animação desse canal. Ele inicialmente só transmitia animações, e séries live-action eram inicialmente transmitidas fora do Zig Zag. Além disso, a imagem do mesmo era bem diferente do que é hoje
Quando a 2: foi extinta e substituida novamente pela RTP 2 em 2007, o bloco foi transitado para o mesmo e passou a ser exibido nesse canal, onde é exibido até hoje. Nesse mesmo ano estreou Ilha Das Cores, que se tornou o primeiro programa live-action do bloco. Nesse mesmo ano também surgiu no bloco primeiro live-action na versão original (inglês) com legendas em português, o Basílio Pincel.
Em 2008, o programa foi renovado e introduziu os atuais mascotes do Zig Zag que são ainda usados até hoje. Segmentos live-action começaram a aparcer no Zig Zag (programa), e o próprio foi reformulado, tendo Pedro Leitão como apresentador.
No dia 8 de dezembro de 2007 foi criado um bloco infanto-juvenil chamado "Kaboom" para passar aos sábados e selecionava três episódios do bloco.
No dia 21 de fevereiro de 2009 começou a passar aos sábados de manhã e no dia 14 de março de 2009, o "Kaboom" foi emitido pela última vez.
Entre 6 de julho de 2013 e 21 de dezembro de 2014, o bloco esteve ausente da RTP1, por razões desconhecidas.
Em 2015 o Zig Zag foi novamente renovado com uma nova imagem e logo em seguida, a RTP decidiu excluir Pedro Leitão como apresentador do programa e substituindo-o por bonecos manipulados e anunciou a criação de novas temporadas. Poucos meses depois, uma linha de roupas foi criada e lançada pela Zippy (sob licença da RTP2) em 2015. As mesmas só foram vendidas em suas lojas e em seu site. A linha foi mais tarde descontinuada no mesmo ano, e desde então já não está disponivel nas lojas e no site. Esta foi a primeira grande aparição em merchandising da marca Zig Zag, juntamente com os seus mascotes.
No Verão do mesmo ano, o programa conseguiu liderar as audiencias durante o horário da manhã conseguindo (a partir de 13 de Agosto de 2015) 9,7% de share, ficando à frente de programas como "Edição da Manhã" e "A Vida nas Cartas" (SIC) e "Diário da Manhã" (TVI). Isto não só tornou o bloco infanto-juvenil um programa de maior audiência em Portugal, como provavelmente resultou na extinção da Disney Kids (SIC), que era até então um dos seus concorrentes e tinha estreado em 2002.
Em 2016, o seu website foi novamente renovado e uma rádio online (Rádio ZigZag) foi criada.
Em 2017, o bloco decidiu apostar no Sangue de Lobo para ser o primeiro live-action do estrangeiro a ser exibido dobrado em português.

## Apresentação
Quando o Zig Zag foi renovado com uma nova imagem e novas temporadas; A RTP decidiu excluir Pedro Leitão como apresentador do programa e este é substituido por marionetas falantes.
| Manipolador (a) | Personagem | Voz            |
| --------------- | ---------- | -------------- |
| Luciano Ottani  | Gabi       | Pedro Leitão   |
| Luciano Ottani  | Filó       | Carolina Sales |
| Jade Mamede     | Coelhinho  | Carolina Sales |
| Jade Mamede     | Galo       | Pedro Leitão   |
| Jade Mamede     | Vladimir   | Pedro Leitão   |

## Programas
Alguns desenhos animados que já foram exibidos no Zig Zag.

### Década de 2000
- 2004 - Olá Kitty[1]
- 2004 - Rua do Zoo 64[2]
- 2004 - Peanuts[3]
- 2004 - Os Amigos Marcianos[4]
- 2004 - Abram Alas para o Noddy[5]
- 2004 - Tony, a Repórter[6]
- 2005 - Tufão[7]
- 2005 - Pirolas[8]
- 2005 - Twipsy[9]
- 2006 - Carlos Clone[10]
- 2006 - Teen Titans[11]
- 2006 - Hi Hi Puffy Ami Yumi[12]
- 2007 - Alergia Monstra[13]
- 2007 - Lunáticos à Solta[14]
- 2007 - As Aventuras de Tintin[15]
- 2007 - As Aventuras Horripilantes do Beto e da Mena[16]
- 2007 - Ovideo e Companhia[17]
- 2007 - Super Zero[18]
- 2008 - Turma da Mónica[19]
- 2008 - Rato Mico[20]
- 2008 - Super Poderosas[21]
- 2008 - O Super Apresentador[22]
- 2008 - Wow! Wow! Wubbzy![23]
- 2008 - Vida de João[24]
- 2008 - Franky Snow[25]
- 2009 - Rubi Assombrosa[26]
- 2009 - Os Guardiães da Floresta Mushiking[27]
- 2009 - Geronimo Stilton[28]
- 2009 - Corneil e Bernie[29]

### Década de 2010
- 2010 - Sally Bollywood[30]
- 2010 - Tic Tac Tales[31]
- 2010 - Campeões, a Caminho da Glória[32]
- 2011 - Marco António[33]
- 2011 - Engenhocas[34]
- 2011 - Garfield[35]
- 2011 - Blinky Bill[36]
- 2012 - Mundo das Palavras[37]
- 2012 - A Ilha dos Desafios[38]
- 2012 - Nutri Ventures: Em Busca dos 7 Reinos[39]
- 2012 - The Looney Tunes Show[40]
- 2013 - A Abelha Maia[41]
- 2013 - Jelly Jamm[42]
- 2013 - As Regras do Ângelo[43]
- 2014 - Sherlock Yack[44]
- 2015 - Peg e o Gato[45]
- 2015 - O Gato da Cartola[46]
- 2015 - YooHoo e Amigos[47]
- 2016 - Robocar Poli[48]
- 2016 - Bugs[49]
- 2017 - Vicky[50]
- 2017 - Casa[51]
- 2017 - As Aventuras de Ladybug[52]
- 2018 - Grizzy e os Lemingues[53]
- 2018 - O Meu Cavaleiro e Eu[54]
- 2018 - Campo Lakebottom[55]
- 2019 - Mini Ninjas[56]
- 2019 - Nas Profundezas[57]
- 2019 - Ollie e Moon[58]
- 2019 - Animais Quase Despidos[59]

### Década de 2020
- 2020 - A Carrinha Mágica Volta à Estrada[60]
- 2020 - As Aventuras de Duarte, o Grande[61]
- 2020 - Pirata & Capitão[62]
- 2020 - Shane, O Chef[63]
- 2021 - Bell e Sebastião[64]
- 2021 - Max & Maestro[65]
- 2021 - Power Players[66]